# Leocrates anomalus
Leocrates anomalus är en ringmaskart som beskrevs av Chamberlin 1919. Leocrates anomalus ingår i släktet Leocrates och familjen Hesionidae. Inga underarter finns listade i Catalogue of Life.